# Revel, Isère
Revel este o comună în departamentul Isère din sud-estul Franței. În 2009 avea o populație de 1.348 de locuitori.

## Evoluția populației
| An        | 1975 | 1982 | 1990 | 1999  | 2006  | 2009  |
| --------- | ---- | ---- | ---- | ----- | ----- | ----- |
| Populație | 367  | 573  | 875  | 1.162 | 1.283 | 1.348 |